# Sant Feliu de Monistrol de Calders
Sant Feliu de Monistrol de Calders, o Sant Feliu de Monistrol, és l'església parroquial del poble de Monistrol de Calders, a la comarca del Moianès. És una obra protegida com a bé cultural d'interès local.

## Descripció
Està situada a l'esquerra de la riera de Sant Joan, en el petit barri de la Sagrera, a migdia del sector principal del poble. És molt a prop i a llevant de l'antiga església de Sant Joan Baptista de Monistrol de Calders.
Església parroquial de Monistrol, situada dins el nucli de Monistrol. Portal d'entrada a la façana de ponent, de forma rectangular i adovellat, amb elements decoratius barrocs. A la mateixa façana de ponent, petita capelleta amb la imatge del sant, i rosassa circular.
Interior de tres naus, dividides mitjançant pilars de pedra i arcs de mig punt. Coberta de volta de mig punt, amb pedra tosca, arrebossada posteriorment. Ornacions amb guix. Campanar adossat sobre la nau dreta, amb influències barroques. Adossat al Sud-Est de l'església hi ha la rectoria.

## Història
Església documentada des del 1105, tot i que sembla més antiga. Aquesta església va ser molt reformada a mitjans del segle xviii, en afegir-hi capelles laterals, modificant-se totalment l'estructura original de l'edifici. Als voltants del 1780, segons una dovella d'una obertura, s'hi afegeix un esvelt campanar. A la façana de migdia hi ha un rellotge de sol, amb la data de 1640.
L'església actual conserva la part exterior de l'absis romànic, però la planta actual és del segle xviii, construïda en una arquitectura d'influència barroca, sobretot la façana i el campanar. L'absis, però, podria procedir d'una torre medieval.